# Седьмая жертва (рассказ)
«Седьмая жертва» (англ. Seventh Victim) — рассказ классика фантастического жанра Роберта Шекли. Написан автором в 1953 году. Впервые опубликован в 1954 году. Рассказ повествует о событиях будущего, где описывается общество, в котором попытались решить проблемы путём обесценивания человеческой жизни. Рассказ входит в цикл «Жертва». Очень многое из данного рассказа было взято последующими авторами в рамках жанра киберпанк.

## Сюжет
Насилие и жестокость есть часть человеческой натуры. Чтобы их обуздать, государство легализует убийство и вводит соответствующие правила. На таком фоне происходит действие рассказа. Казалось бы, мир без войны, что может быть лучше. Но какой ценой? Люди потеряли человеческий облик и подчинились древнему инстинкту убийства. Даже те, кто не играет в эту игру, стали считать убийство нормой. Есть только один принцип: убей, или убьют тебя, если ты стал на путь Охоты. Чтоб стать тем, кто имеет неограниченные возможности и права в этом мире, ты должен побывать и в шкуре Охотника, и в шкуре Жертвы. Когда начинается Охота, ты будешь уведомлен, но если ты убьешь не того, тебя накажут. Поэтому следи за собой, будь осторожен, не забывай — даже если ты охотник, ты все равно — жертва.

## Экранизации
- В 1961 году в Великобритании был снят телеспектакль «Клуб убийц» (Murder Club), режиссёром была телепродюсер Ирэн Шубик. Главную роль сыграл Ричард Брирс[англ.], больше об этой постановке ничего известно, т.к. плёнка не сохранилась[1].
- Фильм «Десятая жертва» (1965).